# دي بانج
دي بانج (بالإنجليزية: D'banj) واسمه الحقيقي أولادابو دانييل أوييبانجو (بالإنجليزية: Oladapo Daniel Oyebanjo) هو مغني راب نيجيري ولد في يوم 9 يونيو 1980 في مدينة زاريا في نيجيريا. بدأ الغناء في سنة 2004 وأنتج حتى الآن 6 ألبومات، وقد فاز بعدة جوائز إم تي في الأفريقية، منها جائزة أفضل أداء أفريقي في سنة 2007 وأفضل فنان أفريقي في 2009.